# Alpes Grésivaudan Classic 2024
De derde editie van de wielerwedstrijd Alpes Grésivaudan Classic vond plaats op 2 juni 2024. De 103 deelneemsters startten in Chapareillan en finishten 113,5 kilometer later in Chamrousse. De wedstrijd had de categorie 1.1. De Française Marion Bunel won, voor haar landgenotes Évita Muzic en Julie Bego.

## Uitslag
| Plaats  | Naam                  | Ploeg                            | Tijd     |
| ------- | --------------------- | -------------------------------- | -------- |
| Winnaar | Marion Bunel          | St Michel-Mavic-Auber93          | 3u53'30" |
| 2       | Évita Muzic           | FDJ-SUEZ                         | + 1'38"  |
| 3       | Julie Bego            | Cofidis                          | + 1'40"  |
| 4       | Valentina Cavallar    | Arkéa-B&B Hotels                 | + 2'00"  |
| 5       | Karolina Perekitko    | Winspace                         | + 2'51"  |
| 6       | Giada Borghesi        | BTC City Ljubljana Zhiraf Ambedo | z.t.     |
| 7       | Monica Trinca Colonel | Bepink-Bongioanni                | z.t.     |
| 8       | Amber Kraak           | FDJ-SUEZ                         | z.t.     |
| 9       | Lotte Claes           | Arkéa-B&B Hotels                 | + 2'58"  |
| 10      | Nele Laing            | Maxx-Solar Rose                  | + 3'27"  |
| 11      | Morgane Coston        | Cofidis                          | + 5'12"  |
| 12      | Léa Curinier          | FDJ-SUEZ                         | + 5'32"  |
| 13      | Cecilie Uttrup Ludwig | FDJ-SUEZ                         | + 6'28"  |
| 14      | Victoire Guilman      | St Michel-Mavic-Auber93          | + 6'57"  |
| 15      | Ségolène Thomas       | Komugi-Grand Est                 | + 8'25"  |
| 16      | Fernanda Yapura       | Komugi-Grand Est                 | + 9'23"  |
| 17      | Urška Pintar          | BTC City Ljubljana Zhiraf Ambedo | + 11'08" |
| 18      | Maeva Squiban         | Arkéa-B&B Hotels                 | + 11'39' |
| 19      | Dilyxine Miermont     | St Michel-Mavic-Auber93          | z.t.     |
| 20      | Hannah Ludwig         | Cofidis                          | z.t.     |

2022 · 2023 · 2024 · 2025